# Leipzig-Sellerhausen järnvägsstation

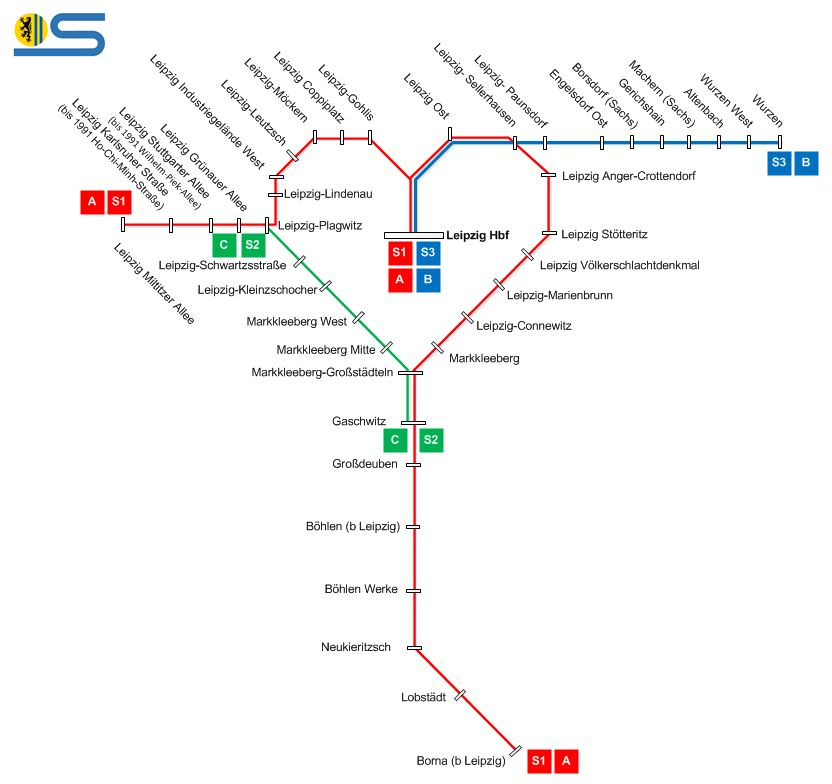
Leipzig S-bahn 2002. Här möts Linje S1 och S3 på stationen Leipzig Sellerhausen.

Leipzig-Sellerhausen är en järnvägsstation i Leipzig i Tyskland. Stationen var fram till 2012 del av Leipzigs S-bahn. Sedan dess trafikeras stationen enbart av Regionaltåg mot Grimma.

## Historik

2009. S3 och S11 har ersats av regionaltåg på linjen Leipzig–Dresden.

Stationen invigdes 1969 på järnvägen Leipzig Hbf–Leipzig-Connewitz. 26 maj 1974 förlängdes Leipzigs S-bahn till Wurzen under namnet B. I samband med detta byggdes stationen ut med plattformar utmed linjen Leipzig–Dresden där linje B stannade. Fram till 2009 stannade linje S3 och S11 på plattformarna utmed linjen Leipzig–Dresden. S3 och S11 ersattes 2009 av regionaltåg.
När sträckan Leipzig Hauptbahnhof–Leipzig-Stötteritz järnvägsstation stängde för trafik 2012, stängdes även stationen Leipzig–Sellerhausen på Järnvägen Leipzig Hbf–Leipzig-Connewitz. Mellan 1974 och 2009 var stationen en knutpunkt mellan två S-bahnlinjer. 